# Ophioteichus parvispinum
Ophioteichus parvispinum är en ormstjärneart som beskrevs av Hubert Lyman Clark 1938. Ophioteichus parvispinum ingår i släktet Ophioteichus och familjen fransormstjärnor. Inga underarter finns listade i Catalogue of Life.